# ديك توماس
ديك توماس (بالإنجليزية: Dick Thomas)‏ هو مغن مؤلف أمريكي، ولد في 4 سبتمبر 1915، وتوفي في 22 نوفمبر 2003.

## وصلات خارجية
- ديك توماس على موقع IMDb (الإنجليزية)
- ديك توماس على موقع ميوزك برينز (الإنجليزية)